# Wydawnictwo DiG
Wydawnictwo DiG – wydawnictwo założone w Warszawie w maju 1991 r. przez Sławomira Górzyńskiego i Krzysztofa J. Dąbrowskiego.

## Charakterystyka
Obecnie właścicielami są prof. dr hab. Sławomir Górzyński i dr Iwona M. Dacka-Górzyńska. Do chwili obecnej zostało opublikowanych przez Wydawnictwo DiG ponad 1400 tytułów książkowych oraz przeszło sto numerów różnych czasopism naukowych. 
Książki i czasopisma obejmują szeroko rozumiane nauki społeczne, głównie jednak historię, historię sztuki, historię literatury, przez kilka lat publikowane były także książki z zakresu nauk ekonomicznych.
Wydawnictwo DiG oznaczało swoje publikacje książkowe numerami ISBN 83-85490- (pula wykorzystana), a obecnie jest to numer 973-83-7181-. Niegdyś należało do Polskiej Izby Książki i Konfederacji Pracodawców Prywatnych.

## Wydawane periodyki  (w przeszłości lub obecnie)
- Przegląd Historyczny
- Dzieje Najnowsze
- Kronika Warszawy
- Studia Źródłoznawcze
- Almanach Muzealny
- Biuletyn Polskiego Towarzystwa Heraldycznego
- Fasciculi Historici Novi
- Kwartalnik Architektury i Urbanistyki
- Miscellanea Historico-Archivistica
- Muzealnictwo (rocznik)
- Niepodległość i Pamięć
- Ochrona i Konserwacja Zabytków
- Ochrona Zabytków
- Quaestiones Medii Aevi Novae
- Rocznik Mazowiecki
- Rocznik Polskiego Towarzystwa Heraldycznego
- Społeczeństwo staropolskie
- Teki Archiwalne
- Warszawa i Mazowsze

## Niektóre współpracujące instytucje
- Archiwum Akt Nowych
- Archiwum Dokumentacji Mechanicznej
- Archiwum Główne Akt Dawnych
- Archiwum Państwowe m.st. Warszawy
- Biblioteka Narodowa
- Biblioteka Polska w Paryżu
- Komitet Badań Naukowych
- Ministerstwo Kultury i Sztuki
- Ministerstwo Nauki i Szkolnictwa Wyższego
- Muzeum Warszawy
- Muzeum Narodowe w Gdańsku
- Muzeum Narodowe w Warszawie
- Naczelna Dyrekcja Archiwów Państwowych
- Ośrodek Dokumentacji Zabytków
- Ośrodek Ochrony Zbiorów Publicznych
- Polska Akademia Nauk
- Polski Uniwersytet na Obczyźnie
- Polskie Towarzystwo Heraldyczne
- Polskie Towarzystwo Historyczne
- Polsko-Niemiecka Izba Przemysłowo-Handlowa
- Uniwersytet Warszawski
- Wyższa Szkoła Humanistyczna w Pułtusku
- Zamek Królewski w Warszawie
- Żydowski Instytut Historyczny